# Čaška
Čaška (en macédonien : Чашка  ; en albanais : Çashka) est une commune du centre de la Macédoine du Nord. Elle comptait 7 942 habitants en 2021 et s'étend sur 819,45 km2. En 2003, les communes de Bogomila et Izvor, considérées comme trop petites, lui ont été adjointes.
Son territoire est limitrophe de ceux des communes de Studeničani, Zelenikovo, Veles, Rosoman, Gradsko, Makedonski Brod, Dolneni, Kavadarci et Prilep. Elle compte plusieurs villages : Čaška, où se trouve le siège administratif, Banyitsa, Bistritsa, Bogomila, Boussiltsi, Vladilovtsi, Vitantsi, Voynitsa, Gabrovnik, Goloznitsi, Gorno Vranovtsi, Gorno Yaboltchichté, Dolno Vranovtsi, Dolno Yaboltchichté, Drenovo, Elovets, Izvor, Kapinovo, Kraynitsi, Kriva Kroucha, Krnino, Lissitché, Martoltsi, Melnitsa, Mokreni, Nejilovo, Novo Selo, Omorani, Oraov Dol, Oréché, Otichtino, Papradichté, Plévényé, Pomenovo, Popadiya, Rakovets, Smilovtsi, Soglé, Stari Grad, Stepantsi, Teovo et Tsrechnevo.

## Démographie
Lors du recensement de 2002, la commune comptait :
- Macédoniens : 4 370 (57,28 %)
- Turcs : 390 (5,10 %)
- Albanais :  2738 (35,23 %)
- Bosniaques : 67 (0,87 %)
- Serbes : 63 (0,72 %)
- Valaques : 1 (0,01 %)
- Autres : 44 (0,79 %)